# Ferrovia Salvador-Recife
A Ferrovia Salvador-Recife, também chamada de Integração Ferroviária do Nordeste, é um projeto ferroviário anunciado em 2012 pelo governo federal do Brasil, como parte do Programa de Investimentos em Logística. O projeto prevê a integração com a Ferrovia Transnordestina e ligação com a Ferrovia Norte-Sul. O cronograma inicial previa a assinatura dos contratos de concessão no período entre julho e setembro de 2013. A empresa Ferrovia Centro-Atlântica (FCA), que detinha a concessão sobre a malha centro-leste do país, o que incluía uma ligação entre Salvador e Propriá, em Sergipe, foi obrigada a desativar esse e outros trechos e devolvê-los ao poder público.
Foi veiculada a possibilidade, a depender da empresa vencedora da licitação, de haver operação de transporte de passageiros, especialmente entre as capitais nordestinas de Salvador, Aracaju, Maceió e Recife.

## Traçado
O traçado da ferrovia segundo projeto inicial tem uma extensão de 893 quilômetros, incluindo uma ponte de 2 700 metros sobre o rio São Francisco entre os estados de Sergipe e Alagoas, e passando por 37 municípios de quatro estados. Há a previsão de interligação com a ferrovia Belo Horizonte-Salvador em Feira de Santana e com a Transnordestina em Ipojuca. As cidades previstas a serem atravessas pelos trilhos são:
| Bahia - Feira de Santana - Coração de Maria - Santanópolis - Irará - Ouriçangas - Aramari - Inhambupe - Crisópolis - Olindina - Itapicuru - Fátima - Adustina - Paripiranga - Coronel João Sá - Pedro Alexandre |  | Sergipe - Carira - Nossa Senhora da Glória - Monte Alegre de Sergipe - Porto da Folha - Tobias Barreto - Poço Verde - Poço Redondo |  | Alagoas - Pão de Açúcar - São José da Tapera - Senador Rui Palmeira - Poço das Trincheiras - Maravilha - Ouro Branco |  | Pernambuco - Rio Formoso - Gameleira - Ribeirão - Sirinhaém - Ipojuca |